# Dubbeldäckartåg

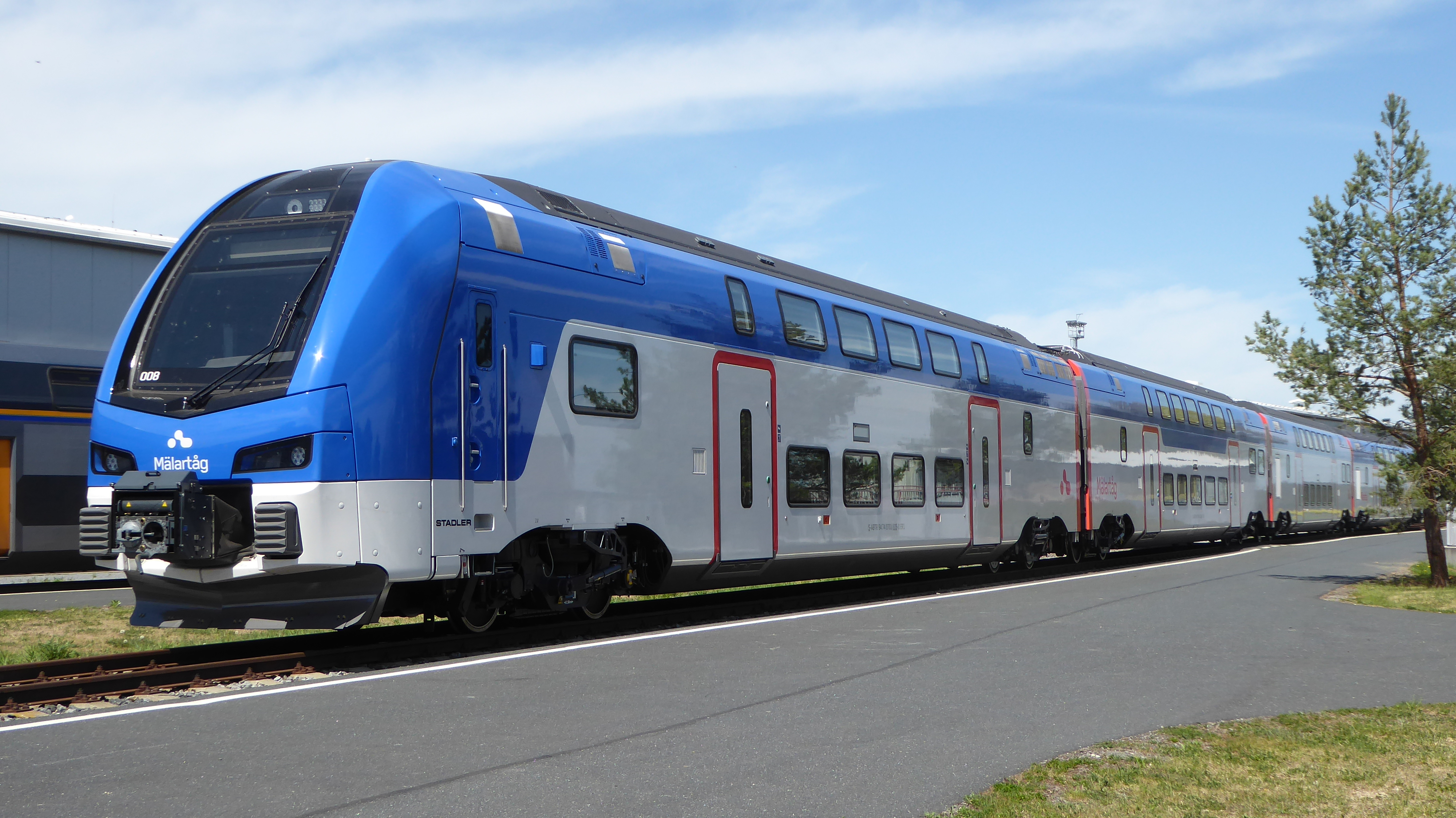
Ett svenskt dubbeldäckartåg av typen ER1

Ett dubbeldäckartåg eller tvåvåningståg  är ett persontåg där vagnarna består av två våningar.
Ett äldre exempel på svenska dubbeldäckartåg är littera Y3 som kom under 1960-talet där ändvagnarna var försedda med två våningar. I oktober 2001 beslutade SJ AB att satsa på dubbeldäckartåg med littera X40 i Mälardalen.. Även Mälardalstrafik använder sedan 2019 dubbeldäckartåg av typen Stadler Dosto.
Det förekommer flera typer av dubbeldäckartåg runtom i världen. I såväl Danmark som Tyskland används flitigt dubbeldäckartåg i regional- och närtrafik.

## Bildgalleri

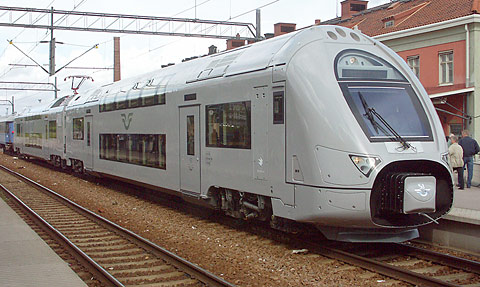
Ett X40-tåg ankommer till Eskilstuna.
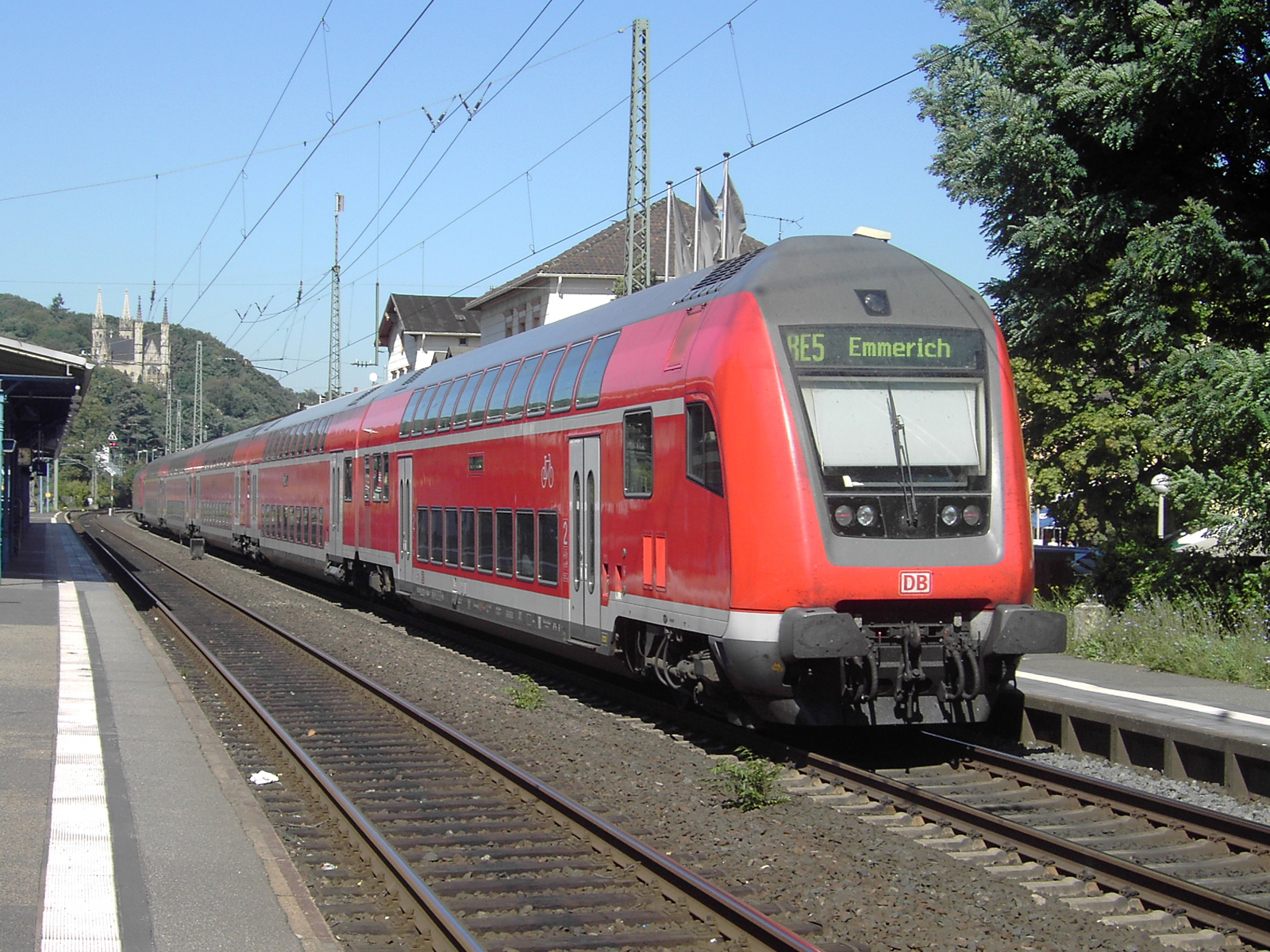
Tvåningståg i Remagen med manövervagn av typen DBpbzf 765.5
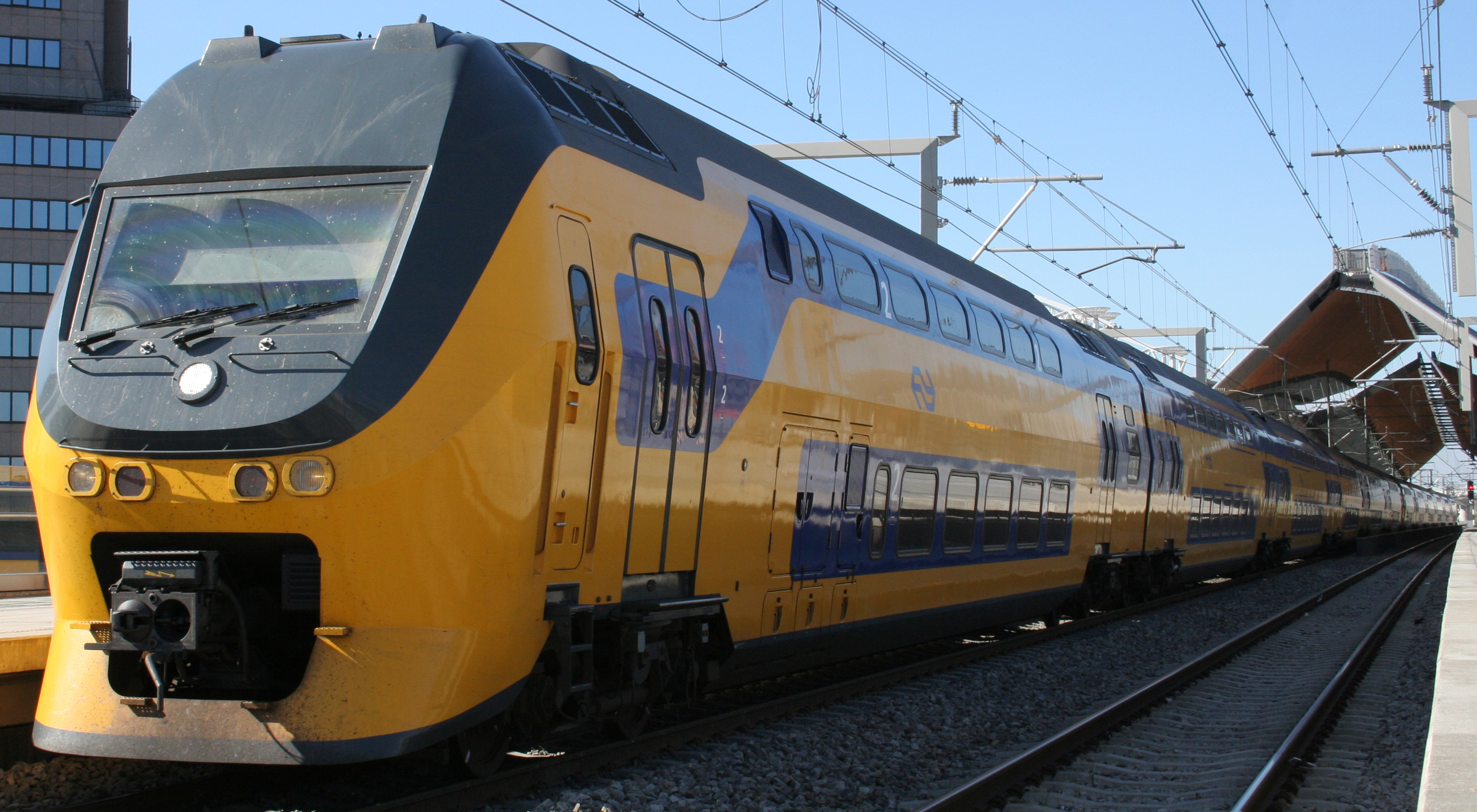
Dubbeldäckartåg i Nederländerna
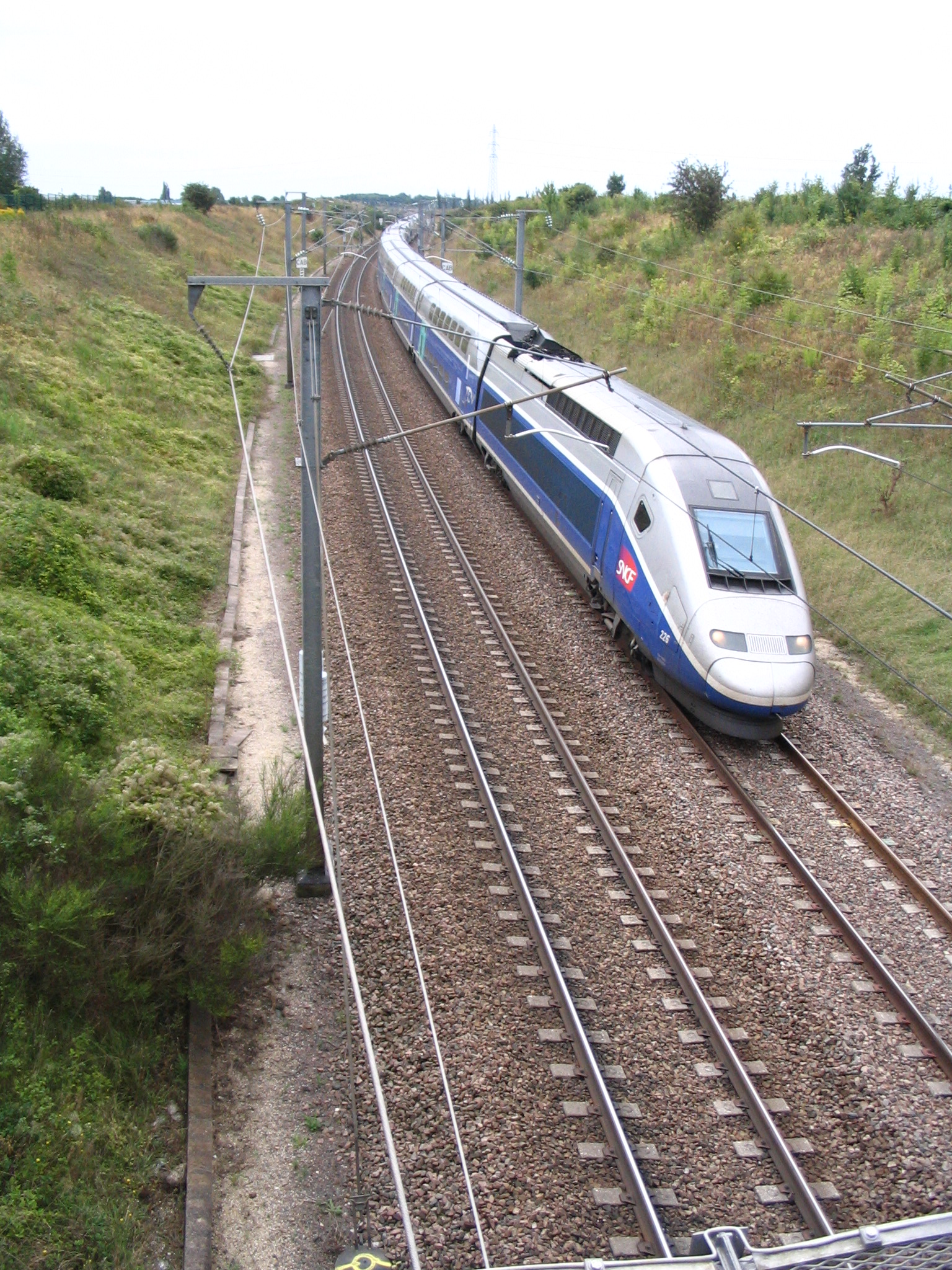
TGV Duplex Frankrike